# Noreia (bướm đêm)
Noreia là một chi bướm đêm thuộc họ Geometridae.